# Bilan saison par saison de la Jeanne d'Arc Vichy Val d'Allier Auvergne Basket
Ce tableau présente le bilan saison par saison de la Jeanne d'Arc Vichy Val d'Allier Auvergne Basket :
| Saison         | Division      | Classement | Remarques |
| -------------- | ------------- | --- | --- |
| 1933           | Locale        | | Création de la section basket 20 ans plus tard, relance de la JAV                                               |
| 1960-1961      | Auvergne      | | Champion d’Auvergne 1961                                                                                        |
| 1961-1962      | Honneur       | | Champion de France Honneur 1962                                                                                 |
| 1962-1963      | Excellence    | | Champion de France Excellence 1963                                                                              |
| 1963-1964      | Fédérale      | | Champion de France Fédérale 1964                                                                                |
| De 1964 à 1987 | Nationale     | | Sont indiqués les débuts d’années de saisons. dont Nationale 2 : 1964, 1966, 1971, 1975, 1976, 1977, 1978, 1980 |
| 1987-1988      | Nationale 1 A | | |
| 1988-1989      | Nationale 1 B | | Pour raison financière, le club rétrograde volontairement en nationale 3.                                       |
| 1989-1992      | Nationale 3   | | |
| 1992-1995      | Nationale 2   | | En 1995, la JAV est champion de Nationale 2. Elle monte en Pro B.                                               |
| 1995-2002      | Pro B         | 1995-1996 : 14e 1996-1997 : 15e 1997-1998 : 18e 1998-1999 : 19e 1999-2000 : 2e de poule 2000-2001 : 5e de poule 2001-2002 : Champion de France | En 2002, la JAV est champion de France Pro B. Elle retrouve la Pro A.                                           |
| 2002-2003      | Pro A         | 11e | Retour en Pro A                                                                                                 |
| 2003-2004      | Pro A         | 12e officiellement | |
| 2004-2005      | Pro A         | dernier | Descend en Pro B                                                                                                |
| 2005-2006      | Pro B         | 5e | Reste en Pro B Quart de finaliste play-offs                                                                     |
| 2006-2007      | Pro B         | Champion de France | Vainqueur en finale face à Quimper (70-49)                                                                      |
| 2007-2008      | Pro A         | 7e | Retour en Pro A Finaliste Semaine des As Quart de finaliste play-offs                                           |
| 2008-2009      | Pro A         | 10e | 2e tour préliminaire EuroCup Challenge                                                                          |
| 2009-2010      | Pro A         | 10e | Demi-finaliste semaine des as 2010                                                                              |
| 2010-2011      | Pro A         | 15e et avant-dernier | Descend en Pro B                                                                                                |
| 2011-2012      | Pro B         | 18e et dernier | Descend en NM1                                                                                                  |

## Classement
| Saison    | Niveau | C.F. | Points | J  | V  | D  | Pp   | Pc   | Coupe de France                    | Remarques                                                                       |
| --------- | ------ | ---- | ------ | -- | -- | -- | ---- | ---- | ---------------------------------- | ------------------------------------------------------------------------------- |
| 2003-2004 | Pro A  | 12e  | 48     | 34 | 14 | 20 | 2798 | 2915 |                                    |                                                                                 |
| 2004-2005 | Pro A  | 18e  | 41     | 34 | 7  | 27 | 2673 | 2956 |                                    | Relégation en Pro B                                                             |
| 2005-2006 | Pro B  | 5e   | 53     | 34 | 19 | 15 |      |      |                                    | Play-offs : éliminé en quart de finale par Châlons-en-Champagne                 |
| 2006-2007 | Pro B  | 1er  | 63     | 34 | 29 | 5  | 2668 | 2220 |                                    | Vainqueur des play-offs et de la finale d'accession en Pro A                    |
| 2007-2008 | Pro A  | 7e   | 47     | 30 | 17 | 13 | 2048 | 2027 |                                    | Finaliste de la Semaine des As (battu par Cholet)                               |
| 2008-2009 | Pro A  | 10e  | 43     | 30 | 13 | 17 | 2027 | 2090 |                                    | Participant à la coupe d'Europe et 2e tour préliminaire de l'EuroChallenge      |
| 2009-2010 | Pro A  | 10e  | 43     | 30 | 13 | 17 | 2140 | 2111 | éliminé en 16es par Limoges        |                                                                                 |
| 2010-2011 | Pro A  | 15e  | 41     | 30 | 11 | 19 | 2060 | 2179 |                                    | Relégation en Pro B                                                             |
| 2011-2012 | Pro B  | 18e  | 41     | 34 | 7  | 27 | 2355 | 2611 | éliminé en 32es par Aix-Maurienne  | Descend en NM1                                                                  |
| 2012-2013 | NM1    | 3e   | 59     | 34 | 25 | 9  | 2247 | 1963 |                                    | Play-offs : éliminé en quarts par La Rochelle                                   |
| 2013-2014 | NM1    | 7e   | 54     | 34 | 20 | 14 | 2428 | 2240 |                                    | Play-offs : éliminé en quarts par Sorgues                                       |
| 2014-2015 | NM1    | 2e   |        |    |    |    |      |      | éliminé en 8es de finale par Dijon | Organisateur du Final Four Remporte la finale d'accession en Pro B contre Blois |